# Михалович, Мечислав (скрипач)
Мечислав (Менаше) Михалович (пол. Mieczysław Michałowicz; 17 июня 1872, Мелитополь — 194?, Польша) — польский скрипач и музыкальный педагог еврейского происхождения.

## Биография
Окончил Варшавский институт музыки (1892), ученик Станислава Барцевича. Затем совершенствовал своё мастерство в Санкт-Петербурге под руководством Леопольда Ауэра. Вернувшись в Варшаву, сосредоточился преимущественно на педагогической карьере, многие годы был профессором Варшавской консерватории, один из создателей современной польской скрипичной школы.
Михалович был, в частности, первым учителем Бронислава Губермана, готовил к первому ответственному конкурсному выступлению Иду Гендель. Среди других его учеников — Шимон Гольдберг, Роман Тотенберг, Йозеф Хассид, Генрик Шеринг, Евгения Уминьска. В 1935 году входил в состав жюри первого Международного конкурса скрипачей имени Венявского.
Выступал с камерными концертами.
Предположительно стал жертвой Холокоста.